# Братство тарасовцев
Тарасовцы, Братство тарасовцев (укр. Братство (Братерство) тарасівців) — тайная организация представителей украинского национального движения, выступавших с национально-освободительных позиций (в отличие от малороссийства и аполитического украинофильства). Основано летом 1891 года группой харьковских студентов, посетивших могилу Тараса Шевченко вблизи Киева.

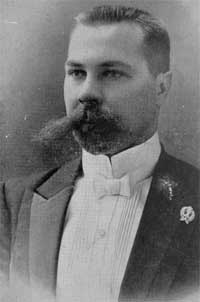
Николай Михновский.

К основателям Братства принадлежали Виталий Боровик, Борис Гринченко, Иван Липа, Николай Михновский. Кроме культурной деятельности (расширение украинского языка в семье, организациях, школах, обучение детей украинскому алфавиту, рассказов, культивирование идей Шевченко), тарасовцы выдвинули политические постулаты освобождения украинской нации из под российского правления, и добивались полной автономии для всех народов Российской империи и социальной справедливости.
Тарасовцы развернули деятельность среди студентов, школьной молодежи, крестьянства и рабочих. Сначала центром деятельности организации был Харьков (до лета 1893 года, когда большую часть членов организации арестовали), потом Киев, филиалы были в Одессе, Полтаве, Лубнах.
К деятелям братства принадлежали, кроме вышеупомянутых, В. Боржковский, М. Дмитриев, М. Кононенко, Коцюбинский, Михаил Михайлович, В. Самийленко, В. Совачев, В. Степаненко, Е. Тимченко, О. Черняховский, В. Шемет и другие.
Идеологические основы Тарасовцев провозгласил Иван Липа (в Харькове на Шевченковских поминках в феврале 1893); несколько дополненные, были анонимно напечатанные в журнале «Правда» (апрель 1893) под названием «Profession de foi молодых украинцев». Идеи Тарасовцев пропагандировал активно известный украинский писатель Борис Гринченко в «Листах с надднепрянской Украины» и М. Коцюбинский в сказке-аллегории «Хо».
Организация существовала примерно до 1898 года. Под влиянием идей тарасовцев «Старая громада» превратилась в 1897 году на более политическую Общую Украинскую Беспартийную Демократическую Организацию, а младшее поколение создало революционную украинскую партию (РУП).